# 1049 w polityce

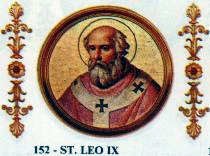
Leon IX

Wydarzenia polityczne w 1049 roku.

## Wydarzenia
- Bruno von Egisheim-Dagsburg zostaje papieżem[1].

## Zmarli
- Eustachy I, hrabia Boulogne, dziadek Gotfryda z Bouillon i Baldwina I[2][3].